# آلفونس دورفنر
آلفونس دورفنر (انگلیسی: Alfons Dorfner; ۲۷ ژانویهٔ ۱۹۱۱ – ۲۲ ژانویهٔ ۱۹۸۲) قایقران کانو اهل اتریش بود.